# Uco Egmond
Uco Egmond (Eindhoven, 8 oktober 1948) is een Nederlandse auteur van stripverhalen en illustrator.
Hij debuteerde als stripauteur in 1974 in het weekblad Pep met zijn gagstrip Eppo. Eppo zou het bekendste werk uit zijn stripoeuvre gaan worden. In 1975 fuseerden de stripweekbladen Pep en Sjors, waarna het nieuwe stripweekblad Eppo werd genoemd. Eppo als stripreeks werd vervolgens hierin gepubliceerd. In de reeks verschenen tussen 1978 en 1982 vijf albums. Na ruwweg 500 strips stopte hij omstreeks 1985 met het vervaardigen van nieuwe Eppo-verhalen, waarna Gerard Leever het overnam. Rond 2009 pakten Uco Egmond en enkele anderen de strip weer op. Andere strips waarin Uco Egmond was betrokken zijn onder meer De Leukebroeders en Falco en Donjon. Met Caryl Strzelecki maakte hij "Het relikwie" (2013) en "Het lam gods" (2013), beide uitgaven bij uitgeverij Bonte.
Daarnaast maakt hij onder andere als illustrator reclamemateriaal. 
- International Standard Name Identifier: 0000 0003 6915 2179
- Nederlandse Thesaurus van Auteursnamen: 069180830
- RKD-Nederlands Instituut voor Kunstgeschiedenis: 25701
- Virtual International Authority File: 282802401
- WorldCat: E39PBJtmpF6YdWxdgT8hMxxqwC